# Tischtennisweltmeisterschaft 1993
Die 42. Tischtennisweltmeisterschaft fand vom 11. bis zum 23. Mai 1993 in Göteborg (Schweden) in der Mehrzweckhalle Scandinavium statt. Es waren 88 Herren- und 73 Damenmannschaften vertreten.

## Allgemeines
Das schwedische Herrenteam zeigt als Titelverteidiger seine Stärke, nutzt seinen Heimvorteil und gewinnt die Goldmedaille. Die deutsche Herrenmannschaft gewinnt die Bronzemedaille. Bei den Damen siegen die favorisierten Chinesinnen. Das deutsche Damenteam belegt einen guten 6. Platz.
Im Herreneinzel siegt überraschend keiner der favorisierten Schweden oder Chinesen, sondern der Franzose Jean-Philippe Gatien vor dem Belgier Jean-Michel Saive. Der schwedische Topfavorit und Olympiasieger von Barcelona, Jan-Ove Waldner muss sich mit der Bronzemedaille begnügen.

## Spielsystem der Mannschaftswettbewerbe
Das Spielsystem für die Herren- und Damen-Mannschaftswettbewerbe wurde wieder geändert.
Die Teams werden anhand der Platzierung bei der letzten WM klassifiziert in "Erstplatzierte 16" und "Rest".
Die 16 Erstplatzierten der letzten WM spielen in der Vorrunde in zwei Achtergruppen A und B Jeder gegen Jeden. Die ersten drei Mannschaften von Gruppe A und B erreichen das Viertelfinale, stellen also 6 Teilnehmer im Viertelfinale.
Die restlichen Teams, die 1991 nicht unter die ersten 16 kamen, bilden acht weitere Achtergruppen, wo nach dem System Jeder gegen Jeden gespielt wird. Die Erstplatzierten bestreiten danach zwei parallele Play-off-Turniere. Die Sieger dieser Play-offs spielen gegen die beiden Viertplatzierten aus den Gruppen A und B und ermitteln so den siebten und achten Teilnehmer des Viertelfinales.
Jede Mannschaft besteht aus drei Spielern. Bei den einzelnen Mannschaftskämpfen der Herren entfällt im Vergleich zur letzten WM das Doppel, stattdessen wird ein weiteres Einzel ausgetragen. Es wird nach dem WM-System für Dreiermannschaften gespielt. Die Damen bestreiten weiterhin ein Doppel gemäß dem modifizierten WM-System für Dreiermannschaften.

## Abschneiden der Deutschen

### Mannschaftswettbewerb Herren
Die deutsche Mannschaft wurde von Zlatko Čordaš und Klaus Schmittinger betreut, sie startete in Gruppe B. Durch langwierige Verletzungen von Jörg Roßkopf und Peter Franz waren die WM-Vorbereitungen nicht optimal verlaufen. Daher war man sich im Vorfeld unklar über die Chancen des Teams. Tatsächlich fand Roßkopf nur selten seine Bestform, was aber durch gute Leistungen von Franz und Fetzner ausgeglichen wurde.
Nach Siegen gegen Kanada, Frankreich, Russland, Italien und die CSSR sowie nach Niederlagen gegen Schweden und Nordkorea kam das Team auf Platz 3 und qualifizierte sich damit für das Viertelfinale. Hier gewann die Mannschaft mit 3:2 gegen Südkorea. Im Halbfinale verlor sie mit 1:3 gegen China. Durch einen 3:1-Erfolg gegen Nordkorea sicherte sich Deutschland die Bronzemedaille.

### Mannschaftswettbewerb Damen
Die Damenmannschaft wurde betreut von Dirk Schimmelpfennig. Erst einen Tag vor Turnierbeginn genehmigte der Weltverband ITTF den Einsatz der in China geborenen Jie Schöpp im Mannschaftswettbewerb.
Das Team wurde in Gruppe A gelost. Nach vier Siegen (Rumänien, Schweden, Dänemark, USA) und drei Niederlagen (China, Nordkorea, Ungarn) erreichte es Platz 3. Nach der 1:3-Niederlage im Viertelfinale gegen Südkorea ging es um Rang 5 – 8. Hier besiegte Deutschland Japan mit 3:0, das Spiel um Rang 5 verlor sie mit 2:3 gegen Russland.

### Herreneinzel
Jörg Roßkopf siegte gegen Gideon Joe Ng (Kanada), Chih Chin-Shui (Taiwan), Lo Chuen Tsung (Hongkong) und verlor danach im Achtelfinale gegen Zoran Primorac.
Eine Runde vorher schied Steffen Fetzner nach Siegen über Dragutin Šurbek (Kroatien) und Martin Doppler (Österreich) gegen Wenguan Huang (Kanada) aus.
Auch Peter Franz erreichte Runde 3. Er setzte sich gegen Allan Bentsen (Dänemark) und Xie Chaojie (China) durch, scheiterte danach aber an dem Belgier Jean-Michel Saive.
Richard Prause gewann gegen Silnei F. Yuta (Brasilien) und verlor danach gegen Wang Tao (China).
Oliver Alke (Niederlage gegen Chan Kong Wah (Hongkong)) und Sascha Köstner (Sieg gegen Arif Khan (Pakistan); Niederlage gegen Károly Németh (Ungarn)) überstanden die Qualifikationsrunden nicht.

### Herrendoppel
Das Weltmeisterdoppel von 1989 Roßkopf/Fetzner schied bereits in der 2. Runde gegen die Niederländer Danny Heister/Trinko Keen aus, nachdem es vorher die Belgier Marc Closset/Andras Podpinka ausgeschaltet hatte.
Alke/Franz siegten gegen Paul Haldan/Henk van Spanje (Niederlande) und verloren gegen Wenguan Huang/Carl Prean (Kanada/England).
Bereits in der Qualifikation scheiterten Köstner/Prause. Hier gewannen sie gegen Arif Khan/Farjad Saif (Pakistan) und Richard Hyacinth/Alex Perry (England), wurden danach aber von Ashraf Helmy/Ashraf Sobhy (Ägypten) besiegt.

### Dameneinzel
Nicole Struse erreichte das Achtelfinale. Sie bezwang Krisztina Tóth (Ungarn), die amtierende Europameisterin Bettine Vriesekoop (Niederlande), die Achte der Weltrangliste Zhang Qin (China) und Yu Sun-bok (Nordkorea). Danach unterlag sie der Penholder-Spielerin Gao Jun (China).
Auch Jie Schöpp schied erst im Achtelfinale aus. Nach Siegen über Renate Budayova (Schweden), Emilia Ciosu (Rumänien) sowie über die Weltranglisten-Zweite und Weltmeisterin von 1989 Qiao Hong (China) verlor sie gegen die Olympiasiegerin 1988 Chen Jing (China).
Für Christiane Praedel war nach ihrem Sieg über Marta Poljak (Jugoslawien) in Runde 2 Endstation, da sie der Nummer 9 in der Weltrangliste Chan Tan Lui (Hongkong) unterlag.
Olga Nemes scheiterte bereits in der ersten Runde an Xu Jing (Taiwan).

### Damendoppel
Die beiden deutschen Doppel schieden in der zweiten Runde aus.
Schall/Struse warfen die Däninnen Sabine Larsen/Pia Toelhoj aus dem Rennen, das spätere Weltmeisterdoppel Liu Wei/Qiao Yunping (China) war aber zu stark.
Nemes/Schöpp gewannen gegen Silvia Delugan/Laura Negrisoli (Italien) und verloren danach gegen Jung Hwa Hyun/Park Jae Hyung (Korea).

### Mixed
Am weitesten kamen Prause/Praedel, die gegen Arup Basak/Kanchan Dhawan (Indien) und Dennis Makaling/Ying Catherine Kwok (Australien) gewannen und danach gegen Lu Lin/Wu Na (China) verloren.
Fetzner/Nemes kamen durch Freilos in die zweite Runde, wo sie den Koreanern Moon Kyu Min/Hong Soon Hwa unterlagen.
Franz/Struse setzten sich gegen Allan Bentsen/Pernilla Pettersson (Dänemark/Schweden) durch und schieden dann gegen Philippe Saive/Cecile Ozer (Belgien) aus.
Köstner/Schöpp mussten erst in der Qualifikationsrunde antreten. Diese überstanden sie durch Siege gegen Daniel Torres/Gloria Panadero (Spanien) und Izhak Abramovitz/Zoya Sidurevski (Israel). In Runde 1 verloren sie gegen Chih Chin-Shui/Chen Chin-Tan (Taiwan).

## ITTF Kongress
Parallel zu den Spielen fand der Kongress des TT-Weltverbandes ITTF statt. Hier wurden folgende Beschlüsse gefasst, die ab 1. September 1993 wirksam wurden:
- Regeländerung: Ein angenommener Flugball zählt nur dann als Fehler, wenn er über dem Tisch angenommen wird. Früher durfte ein Flugball auch nicht hinter dem Tisch angenommen werden.
- Bei Individualwettbewerben darf ein Spieler in den Satzpausen nicht mehr von mehreren Betreuern beraten werden. Wird ein Betreuer aktiv, so muss er vor dem Spiel benannt werden.
- Die Strafmaßnahmen bei Verstößen während eines Spieles werden so festgesetzt: Verwarnung, Abzug eines Punktes, Abzug von zwei Punkten.
- Ausländische Spieler können bereits nach zwei Jahren in Mannschaftswettbewerben eingesetzt werden, falls der bisherige TT-Verband und das ITTF-Exekutiv-Komitee zustimmen. Ohne Zustimmung gilt eine Wartezeit von sechs Jahren.

## Wissenswertes
- Zunächst war Mexiko als Veranstalter vorgesehen, das aber aus finanziellen Gründen absagen musste.[3]
- Die Mannschaft Griechenlands bestand ausschließlich aus Rumänen: Călin Creangă, Daniel Cioca und Andrei Filimon.[4]
- Als erfolgreichste Mannschaftsspieler des Turniers erhielten Jan-Ove Waldner (Schweden) und Jung Hwa Hyun (Südkorea) die JOOLA Trophy und 5.000 Mark[5].
- Jan-Ove Waldner erhält vom SCI den Richard Bergmann Fair Play Preis.
- Der Südkoreaner Jung Hwa Hyun erhält vom SCI den Victor Barna Preis.
- Die in Hessen geborene Monika Neumann tritt seit ihrem 12. Lebensjahr für Liechtenstein an[6]. Sie war auch als einzige Spielerin für Liechtenstein gemeldet.
- Um Reisekosten zu sparen "verpflichtet" Ugandas Damenmannschaft eine in Göteborg lebende ugandische Landsfrau, der man zunächst die Regeln für das Doppel erklären muss[7].
- Die aus Deutschland stammende Sigrid Göbel tritt für Namibia an. Mit 58 Jahren ist sie die älteste Teilnehmerin dieser WM. Sie ist Präsidentin des namibischen TT-Verbandes[8].
- Die schwedische Post gab am 28. Januar 1993 ein Postwertzeichen zu 6 Kronen (Michel-Katalog Nr. 1763) zu dieser Weltmeisterschaft aus, auf dem der schwedische Tischtennis-Spieler Jörgen Persson abgebildet ist. Dazu gab es einen Sonderstempel von Göteborg.

## Ergebnisse
Folgende Deutsche nahmen nur an den Individualwettbewerben teil:
- Damen: Christiane Praedel

| Wettbewerb        | Rang | Sieger                                                                                   |
| ----------------- | ---- | ---------------------------------------------------------------------------------------- |
| Mannschaft Herren | 1.   | Schweden (Jörgen Persson, Erik Lindh, Mikael Appelgren, Jan-Ove Waldner, Peter Karlsson) |
| Mannschaft Herren | 2.   | China (Liu Guoliang, Zhang Lei, Wang Hao, Wang Tao, Ma Wenge)                            |
| Mannschaft Herren | 3.   | Deutschland (Richard Prause, Jörg Roßkopf, Oliver Alke, Peter Franz, Steffen Fetzner)    |
| Mannschaft Herren | 9.   | Österreich (Ding Yi, Martin Doppler, Qianli Qian, Werner Schlager, Stefan Unterreiner)   |
| Mannschaft Herren | 47.  | Schweiz (Thierry Miller, Stefan Renold, Roland Schmid, Jens Sidler)                      |
| Mannschaft Damen  | 1.   | China (Deng Yaping, Qiao Hong, Chen Zihe, Gao Jun)                                       |
| Mannschaft Damen  | 2.   | Nordkorea (Yu Sun-bok, Li Bun Hui, Bok Sun Wi, Hui Suk An)                               |
| Mannschaft Damen  | 3.   | Südkorea (Park Hae-jung, Kyung Ae Park, Kim Moo-kyo, Ryu Ji-hae)                         |
| Mannschaft Damen  | 6.   | Deutschland (Olga Nemes, Elke Schall, Jie Schöpp, Nicole Struse)                         |
| Mannschaft Damen  | 36.  | Österreich (Adriane Burg, Elisabeth Diestler, Martina Rabl)                              |
| Mannschaft Damen  | 44.  | Schweiz (Sandra Busin, Sibylle Schneider)                                                |
| Herren Einzel     | 1.   | Jean-Philippe Gatien – FRA                                                               |
| Herren Einzel     | 2.   | Jean-Michel Saive – BEL                                                                  |
| Herren Einzel     | 3.   | Zoran Primorac – CRO                                                                     |
| Herren Einzel     | 3.   | Jan-Ove Waldner -SWE                                                                     |
| Damen Einzel      | 1.   | Hyun Jung-hwa – KOR                                                                      |
| Damen Einzel      | 2.   | Chen Jing – CHN                                                                          |
| Damen Einzel      | 3.   | Otilia Bădescu – ROM                                                                     |
| Damen Einzel      | 3.   | Gao Jun – CHN                                                                            |
| Herren Doppel     | 1.   | Wang Tao/Lu Lin – CHN                                                                    |
| Herren Doppel     | 2.   | Ma Wenge/Zhang Lei – CHN                                                                 |
| Herren Doppel     | 3.   | Lin Zhigang/Liu Guoliang – CHN                                                           |
| Herren Doppel     | 3.   | Kim Taek Soo/Yoo Nam-Kyu – KOR                                                           |
| Damen Doppel      | 1.   | Liu Wei/Qiao Yunping – CHN                                                               |
| Damen Doppel      | 2.   | Deng Yaping/Qiao Hong – CHN                                                              |
| Damen Doppel      | 3.   | Gao Jun/Chen Zihe – CHN                                                                  |
| Damen Doppel      | 3.   | Chan Tan Lui/Chai Po Wa – HKG                                                            |
| Mixed             | 1.   | Wang Tao/Liu Wei – CHN                                                                   |
| Mixed             | 2.   | Yoo Nam-Kyu/Jung Hwa Hyun – KOR                                                          |
| Mixed             | 3.   | Ma Wenge/Qiao Yunping – CHN                                                              |
| Mixed             | 3.   | Sung Il Li/Yu Sun-bok – PRK                                                              |

## Medaillenspiegel
| Rang  | Land                | Gold | Silber | Bronze | Gesamt |
| ----- | ------------------- | ---- | ------ | ------ | ------ |
| 1     | Volksrepublik China | 4    | 4      | 4      | 12     |
| 2     | Südkorea            | 1    | 1      | 2      | 4      |
| 3     | Schweden            | 1    | 0      | 1      | 2      |
| 4     | Frankreich          | 1    | 0      | 0      | 1      |
| 5     | Nordkorea           | 0    | 1      | 1      | 2      |
| 6     | Belgien             | 0    | 1      | 0      | 1      |
| 7     | Rumänien            | 0    | 0      | 1      | 1      |
| 7     | Deutschland         | 0    | 0      | 1      | 1      |
| 7     | Kroatien            | 0    | 0      | 1      | 1      |
| 7     | Hongkong            | 0    | 0      | 1      | 1      |
| Total | Total               | 7    | 7      | 12     | 26     |